# Platymystax asemus
Platymystax asemus är en stekelart som först beskrevs av Tosquinet 1896.  Platymystax asemus ingår i släktet Platymystax och familjen brokparasitsteklar. Inga underarter finns listade i Catalogue of Life.